# Ponnier D.III

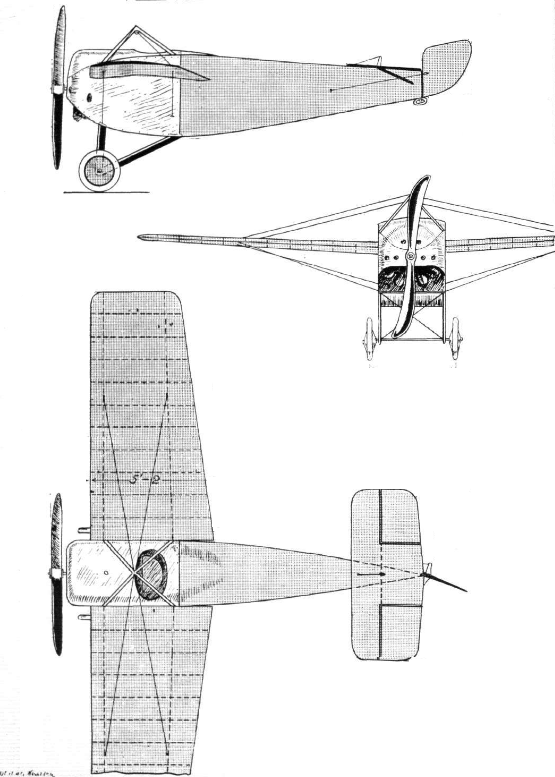

Le Ponnier D.III était un avion de course monoplan français, conçu par la société Ponnier pour prendre part à la Coupe Gordon Bennett 1913, dans laquelle il s'est classé deuxième.